# 喜歡的話請響鈴
《喜歡的話請響鈴》（韓語：좋아하면 울리는），為Netflix韓國原創劇集。改編自千桂英2016年起連載的同名網路漫畫。第一季由《三流之路》的李娜靜導演執導，於2019年8月22日正式上線。第二季由《Healer》的金珍佑導演執導，於2021年3月12日正式上線。

## 故事內容
劇情主軸圍繞著一個名叫「戀愛鈴」的應用程式，戀愛鈴由一個天才高中生所研發，可以感知到周圍人對自己是否有好感，當暗戀自己的人進入半徑10公尺之內，戀愛鈴就會發出提醒，若是互相喜歡的兩人都有開啟應用程式，就能夠敲響對方的戀愛鈴。戀愛鈴2.0不僅會顯示附近對自己有好感的人數，還有新增了「推薦人選項」，以及「會喜歡你的人選」。開發者的初衷是希望以此傳達人們不敢說出口的心意，然而戀愛鈴的存在究竟會讓人們幸福，還是帶給人們不幸？

## 演員陣容

### 主要人物
| 演員   | 角色   | 介紹 |
| 金所泫 | 金朝晀 | 因故鄉濟州島失火，從小失去雙親，在奶奶重病後便寄住在阿姨家。除了學業就是為奶奶的醫療費用以及償還母親債務的事情而奔波，雖然生活艱辛，但仍努力讓自己看起來開朗的女高中生。原本跟張逸息交往，後來意外與宣梧接吻並被張古拍下，也因此發現與逸息兩人都無法敲響對方的戀愛鈴，最後和逸息分手與宣梧交往，但也因不想給宣梧負擔而選擇分手。因使用了千德久給的「盾」，從此無法敲響喜歡的人的戀愛鈴，只有開發者能解除盾牌，而宣梧也不知盾牌此事。後來朝晀接受惠永的追求，即使惠永敲響了自己的戀愛鈴，但因為「盾」的關係，自己無法敲響惠永的戀愛鈴，因此朝晀總對自己的感情感到懷疑。最終，在千德久的幫助下拿到了「矛」，穿透了「盾」，成功敲響惠永的戀愛鈴。雖然宣梧、惠永，甚至朝晀自己也一度懷疑，矛敲響的戀愛鈴真的能代表實際感情嗎？但最後，三人也決定別再讓戀愛鈴主導自己的感情。朝晀也誠實面對自己的過往，發現那些細微的「變數」早已成就自己與惠永之間的情份，並選擇了惠永。 |
| 宋江   | 黃宣梧 | 雜誌模特兒，戀愛鈴徽章俱樂部會員，父親是議員候選人，母親是有名的藝人，是個標準的富二代。從小就不被父母關愛，缺乏親情，小時候媽媽甚至在他飲料中下藥，所以對家人十分冷漠。惠永撞見這一幕，向孤單的宣梧伸出援手，總是無條件支持他，也是宣梧最信任的人，因此兩人從小就有深厚的情誼。走哪裡都會引起騷動的他，高中時因為發現惠永有了喜歡的女生朝晀，自己也開始關注起朝晀，並與朝晀陷入愛河，最終分手。長大後交了個模特兒女友，可宣梧一直無法敲響對方的戀愛鈴，心中仍舊喜歡著朝晀。 |
| 鄭家藍 | 李惠永 | 黃宣梧的死黨，媽媽在宣梧家擔任幫傭，所以從小和宣梧一起長大。高中時喜歡上了在同個烤肉店打工的同校女生金朝晀，但礙於宣梧與對方的關係，只是遠遠默默地觀察和守護她。四年後與朝晀再次相遇，心中放不下朝晀的他，決定用傳統的方式主動追求朝晀，最後成功讓朝晀敲響了自己的戀愛鈴。 |

### 其他人物
| 演員   | 角色     | 介紹 |
| 高旻示 | 朴屈彌   | 金朝晀的表姐，個性強勢自以為是，曾為練習生但未能出道，對想要的東西就會非常執著，自命清高，覺得配得上自己的人甚少。即便如此，她还是在关键时刻挺着金朝晀，于第二季逐渐成熟。 |
| 池赫拉 | 金張古   | 原是金朝晀的好朋友，在金朝晀與張逸息交往期間便喜歡張逸息，偷拍金朝晀與黃宣梧的接吻影片並傳給張逸息，事情發生後兩人關係搞砸，疏遠金朝晀。                                   |
| 金禮志 | 成智妍   | |
| 沈宜英 | 裴京熙   | 李惠永的母親，黃宣梧家的幫傭。 |
| 宋善美 | 鄭美美   | 黃宣梧的母親，知名女演員，在外人面前假裝很愛兒子，實際上完全不顧慮兒子感受，與黃宣梧關係極差。                                                                             |
| 尹那武 | 金民在   | 黃宣梧家的司機，對黃宣梧和李惠永就像對弟弟一樣照顧。 |
| 金施恩 | 李毓紹   | 黃宣梧長大後的女朋友，戀愛鈴徽章俱樂部會員，服飾店CEO。虽然心里爱慕黃宣梧，但因为男友迟迟未能敲响她的恋爱铃而是金朝眺，心里逐渐感到自卑，但依然不怨恨男友或金朝眺。        |
| 金英必 | 黃在哲   | 黃宣梧的父親，現任議員。 |
| 宋建熙 | 馬克斯   | 朴屈彌練習生時期所屬經紀公司的歌手。 |
| 申承浩 | 張逸息   | 金朝晀高中時期第一任男友，但兩人的戀愛鈴都無法為對方響起，最終走向分手。                                                                                                   |
| 李在應 | 千德久   | 天才高中生，為了向朴屈彌表白心意，而開發了戀愛鈴APP，然而卻被朴屈彌所討厭。原本对外被宣告死亡，实际上在第二季是昏迷五年后苏醒，并且反对兄长开发恋爱铃2.0。                 |
| 奇道勳 | 千布萊恩 | 千德久的哥哥，为恋爱铃2.0的开发者。 |
| 尹东勳 | 李康来   | 李惠永的父亲。因杀人而被判终身监禁，服刑至今。 |

## 集數

### 第一季（2019年）
| 總集數                                                                                                 | 集數 （季） | 標題                              | 導演   | 編劇           | 上線日期      |
| --- | ----------- | --------------------------------- | ------ | -------------- | ------------- |
| 1 | 1           | 第1集：響雷前的閃電               | 李娜靜 | 李雅言、徐寶拉 | 2019年8月22日 |
| 金朝眺跟朋友們不一樣，對她來說，有其他事情比約會要緊。黃宣梧一回國就去找李惠永。                       |             |                                   |        |                |               |
| 2 | 2           | 第2集：無法控制的心意             | 李娜靜 | 李雅言、徐寶拉 | 2019年8月22日 |
| 宣梧想知道惠永喜不喜歡朝眺，於是告訴他自己做了什麼事。張逸息和宣梧及惠永起了爭執。                     |             |                                   |        |                |               |
| 4 | 4           | 第4集：有人站在我這邊是最大的安慰 | 李娜靜 | 李雅言、徐寶拉 | 2019年8月22日 |
| 宣梧問朝眺校外教學的情況，也明瞭自己無法為她做些什麼。逸息和張古說了她不想聽到的話。                   |             |                                   |        |                |               |
| 5 | 5           | 第5集：心意的重量                 | 李娜靜 | 李雅言、徐寶拉 | 2019年8月22日 |
| 朝眺向宣梧透露她父母的事，接著做出驚人的提議。稍後她因在無意間聽聞某件事，於是當面找張古問個明白。     |             |                                   |        |                |               |
| 6 | 6           | 第6集：儘管放心                   | 李娜靜 | 李雅言、徐寶拉 | 2019年8月22日 |
| 媒體報導慘案的消息。惠永在圖書館找到朝眺，並告訴她自己打算用老派的方式來追求她。                       |             |                                   |        |                |               |
| 7 | 7           | 第7集：有些心事只想對你說         | 李娜靜 | 李雅言、徐寶拉 | 2019年8月22日 |
| 朝眺試圖讓戀愛鈴豎起盾牌，告訴惠永不需要他幫忙，他卻主動帶她到一個特別的地方。                         |             |                                   |        |                |               |
| 8 | 8           | 第8集：一是這世上最大的數字       | 李娜靜 | 李雅言、徐寶拉 | 2019年8月22日 |
| 朝眺思索喜歡一個人究竟是什麼意思，也了解到自己或許不該讓戀愛鈴使用盾牌。宣梧則想知道朝眺還喜不喜歡他。 |             |                                   |        |                |               |

### 第二季（2021年）
| 總集數 | 集數 （季） | 標題  | 導演   | 編劇           | 上線日期      |
| --- | ----------- | ----- | ------ | -------------- | ------------- |
| 9 | 1           | 第1集 | 金珍佑 | 車妍秀、金瑞熙 | 2021年3月12日 |
| 朝眺想知道自己對惠永的真正心意，於是回到母校尋找千德久的資料。在母校，她沉浸在回憶中，也遇見了舊識。               |             |       |        |                |               |
| 10 | 2           | 第2集 | 金珍佑 | 車妍秀、金瑞熙 | 2021年3月12日 |
| 包括宣梧在內的徽章俱樂部成員出席一場活動，朝眺趁這個場合向千布萊恩詢問盾牌的事。惠永和父親面對面。                 |             |       |        |                |               |
| 11 | 3           | 第3集 | 金珍佑 | 車妍秀、金瑞熙 | 2021年3月12日 |
| 惠永經歷了煎熬的一天，朝眺將肩膀借給他哭泣。宣梧得知盾牌的事，難以接受，決定直探朝眺的真心。                       |             |       |        |                |               |
| 12 | 4           | 第4集 | 金珍佑 | 車妍秀、金瑞熙 | 2021年3月12日 |
| 宣梧去講堂的影片在網路上瘋傳，因此和惠永起了衝突。不知名人士送給朝眺一件特別的禮物。                               |             |       |        |                |               |
| 13 | 5           | 第5集 | 金珍佑 | 車妍秀、金瑞熙 | 2021年3月12日 |
| 朴屈彌達成一項數位成就。布萊恩向朝眺追問盾牌、矛，以及德久的事，某人在一旁偷聽，兩人的對話內容粉碎了他深信的現實。 |             |       |        |                |               |
| 14 | 6           | 第6集 | 金珍佑 | 車妍秀、金瑞熙 | 2021年3月12日 |
| 朝眺說出《響鈴世界》作者的真實身分與創作緣由，並與自己的過往和解。德久兌現承諾。                                   |             |       |        |                |               |

## 提名及獲獎
| 年份 | 頒獎典禮       | 獎項                     | 入圍者             | 結果 |
| 2021 | 首爾國際電視節 | 韓流電視劇部門優秀作品獎 | 《喜歡的話請響鈴》 | 提名 |
| 2021 | 首爾國際電視節 | 韓流電視劇部門女子演員獎 | 金所泫             | 提名 |

## 外部連結
- 在Netflix上觀看《喜歡的話請響鈴》